# Phytocoris presidio
Phytocoris presidio är en insektsart som beskrevs av Stonedahl 1988. Phytocoris presidio ingår i släktet Phytocoris och familjen ängsskinnbaggar. Inga underarter finns listade i Catalogue of Life.